# 趙惠謨
趙惠謨（1899年4月19日—1988年2月23日），名良襄，字惠謨，男，四川省郫縣南外街朱家巷人，教授、外交專家。曾任立法院立法委員。

## 經歷[2][3][4][5]
- 民國三年（1914年），考入四川第一師範。
- 民國六年（1917年），因參加學生運動遭斥退，通令禁入全省學校，改以字行。同年考入國立成都高等師範學校。
- 民國八年（1919年），任四川全省學生總會會長，加入中國國民黨，並研信安那其主義。
- 民國十二年（1923年），畢業于國立北平師範大學
- 民國十二年（1923年）秋至1925年夏，在開封暨長沙湖南第一師範任教。
- 民國十四年（1925年），與兩校學生十餘人赴廣州，考入黃埔軍校第四期。
- 民國十五年（1926年）步科畢業，任新編第一師少尉排長。
- 民國十六年（1927年），調國民革命軍總司令部辦公廳任職。
- 民國十七年（1928年），任中央軍校政治教官。同年秋，中國國民黨改組派南京市支部成立，任書記，創辦《夾攻週刊》，[6]
- 實業部簡任秘書
- 民國二十年（1931年），任北平《新報》主筆。
- 民國二十四年（1935年）1月24日，代理駐英國大使館額外三等秘書，
- 民國二十六年（1937年）2月16日，署駐英國大使館三等秘書，入倫敦大學政治經濟學院任研究員。曾任國際聯盟中國代表團秘書、國際勞工大會中國代表團副代表。
- 民國三十年（1941年），調駐荷蘭大使館秘書兼領事，襄辦修訂中荷平等新約。
- 民國三十四年（1945年），任駐捷克大使館代辦。
- 民國三十五年（1946年）回國，任國民政府外交部顧問和社會部顧問。
- 民國三十七年（1948年），當選四川省第一選區立法委員。
- 民國四十七年（1958年），兼任臺灣省立海洋學院教授。
- 民國四十八年（1959年），應美國國務院邀請赴美考察。
- 民國七十七年（1988年）2月23日病逝[7]。

## 著作
- 「中國革命問題的認識」，趙惠謨，《現實旬刊》，1932年第1卷第12期
- 「英勇的勝利與悲痛的撤退」，趙惠謨，《現實旬刊》，1932年第1卷第15-16期
- 「日本政治急劇轉變的推斷」，趙惠謨，《現實旬刊》，1932年第1卷第17期
- 「上海戰事之一般地鳥瞰」，趙惠謨，《現實旬刊》，1932年第1卷第13-14期
- 「遊資集中上海之數字上的考察」，趙惠謨，《民族》，1933年第1卷第10期
- 「遊資集中上海之數字上的考察(一續完)」，趙惠謨，《民族》，1933年第1卷第11期
- 「從金融方面觀察各國在華之經濟勢力」，趙惠謨，《中國經濟月刊》，1934年第2卷第5期
- 「中國金融資本的特殊性(續第四期)」，趙惠謨，《中國經濟月刊》，1934年第2卷第6期
- 「遊資集中上海的嚴重影響」，趙惠謨，《民族雜誌》，1934年第2卷第7-12期
- 「遊資集中上海的嚴重影響(一續·完)」，趙惠謨，《民族雜誌》，1934年第2卷第7-12期
- 「中國金融資本的特殊性」，趙惠謨，《中國經濟月刊》，1934年第2卷第4期
- 「遊資集中上海的三大原因」，趙惠謨，《民族雜誌》，1934年第2卷第1-6期
- 「遊資集中上海的三大原因(一續·完)」，趙惠謨，《民族雜誌》，1934年第2卷第1-6期
- 「由英國農業說到本省建設」，趙惠謨，《川農所簡報》，1947年第8卷全期
- 「攝記總理倫敦蒙難紀念室」,《中華民國開國五十年文獻》(台北,1964)，第一編，頁199
- 「自立自強自救之道」，趙惠謨，《世界評論》，19790326卷4期，
- 「增設無邦交國家代表處擴大對匪總體外交戰」，趙惠謨，《現代國家》，197405112期，
- 「我國毅然退出聯合國經緯」，趙惠謨，《問題與研究》，19711211卷3期
- 「我國毅然退出聯合國經緯」，趙惠謨，《問題與研究》，19711111卷2期
- 「廿五屆聯大有關中國代表權問題之研討」，趙惠謨，《問題與研究》，19701210卷3期
- 「對第廿四屆聯大「中國代表權」問題的檢討」，趙惠謨，《問題與研究》，1969129卷3期
- 「國際共黨動向之研究(座談會紀錄)」，吳俊才;趙惠謨;谷正鼎;顧翊群;曾虛白;王修誥;王道;黃天健;丁楚源;施岳;夏忠茂;王啟升;郭乾輝，《問題與研究》，1969088卷11期
- 「巴黎和談與東南亞局勢(學術座談會紀錄)」，鄧公玄;羅石圃;丁中江;邢光祖;袁子健;徐玉虎;師連舫;張奕善;曾虛白;莊心在;趙惠謨;吳春熙，《問題與研究》，1969048卷7期
- 「本屆聯大與「中國代表權」問題」，趙惠謨，《問題與研究》，1968128卷3期
- 「「聯合國之當前重要問題」--座談會紀錄」，程天放;趙惠謨;李其泰;朱建民;胡慶育;湯武;陳紹賢;李鍾桂;俞寬賜，《問題與研究》，1966095卷12期
- 「聯合國「中國代表權」問題的檢討」，趙惠謨，《問題與研究》，1966015卷4期

## 出席立法院會期委員會
- 第１屆第1會期: 社會委員會；第1會期: 外交委員會；第1會期: 國防委員會；第5會期: 國防委員會；第5會期: 外交委員會；第6會期: 國防委員會；第6會期: 外交委員會；第7會期: 經濟委員會；第7會期: 外交委員會；第8會期: 財政委員會；第8會期: 外交委員會；第9會期: 外交委員會；第9會期: 財政委員會；第10會期: 外交委員會；第11會期: 外交委員會；第12會期: 外交委員會；第12會期: 程序委員會 (召委)；第13會期: 外交委員會 (召委)；第14會期: 外交委員會；第14會期: 程序委員會 (召委)；第15會期: 外交委員會；第16會期: 外交委員會；第17會期: 外交委員會 (召委)；第18會期: 外交委員會；第19會期: 外交委員會；第20會期: 外交委員會 (召委)；第21會期: 外交委員會；第22會期: 外交委員會；第23會期: 外交委員會；第24會期: 外交委員會；第25會期: 外交委員會 (召委)；第26會期: 外交委員會；第27會期: 外交委員會；第28會期: 外交委員會；第29會期: 外交委員會 (召委)；第30會期: 外交委員會；第31會期: 外交委員會；第32會期: 外交委員會；第33會期: 外交委員會 (召委)；第34會期: 外交委員會 (召委)；第35會期: 外交委員會；第37會期: 外交委員會；第38會期: 外交委員會；第39會期: 外交委員會 (召委)；第40會期: 外交委員會；第54會期: 紀律委員會 (召委)；第54會期: 外交委員會 (召委)；第55會期: 外交委員會 (召委)；第58會期: 紀律委員會 (召委)；第58會期: 外交委員會 (召委)；第78會期: 外交委員會；第78會期: 立法委員資格審查委員會